# Ferrovie Padane
La Gestione Governativa Ferrovie Padane (GGFP), o Ferrovie Padane (FP), fu una gestione commissariale governativa italiana. Fu costituita il 6 giugno 1933 per l'esercizio provvisorio delle linee ferroviarie fino a quel momento date in concessione alla Società Anonima delle Ferrovie e Tramvie Padane, in seguito al fallimento di quest'ultima.

## Storia
La Società Anonima delle Ferrovie e Tramvie Padane entrò in grave crisi finanziaria all'inizio degli anni 1930 e, nonostante lo sforzo finanziario di ammodernamento della ferrovia Ferrara-Codigoro, non riuscì nell'intento previsto di rilancio. La crisi sfociò nel fallimento, a seguito di cui, il 30 maggio 1933, l'esercizio fu sospeso in tutte le tratte gestite.
La gestione commissariale governativa, la prima ad essere messa in opera come tale in Italia, subentrò il 6 giugno 1933 alla società già dichiarata decaduta dalle concessioni per la tranvia Ferrara-Codigoro (nel frattempo trasformata in ferrovia) e per la tranvia Ostellato-Porto Garibaldi e ne riprese l'esercizio. Lungo la ferrovia Fano-Fermignano, soppresso l'esercizio ferroviario, venne istituito un autoservizio sostitutivo.
Nel 1997, cessato l'esercizio commissariale, il Ministero dei trasporti cedette la proprietà delle tratte alla regione Emilia-Romagna che, nel 2002, le fece confluire nella neo-costituita Ferrovie Emilia Romagna (FER).

## Linee gestite
La Gestione Governativa Ferrovie Padane gestì le seguenti linee:
- Ferrovie:
  - Ferrara–Codigoro
  - Rimini–Mercatino Marecchia (fino al 1960; in seguito svolta con autoservizio sostitutivo)
- Tranvie:
  - Ostellato–Porto Garibaldi
- Autoservizi sostitutivi:
  - Fano–Fermignano–Urbino

## Materiale rotabile
- Locomotiva FP Ln.372